# Felilja
Felilja (Prosartes hookeri) är en växtart i släktet Prosartes och familjen liljeväxter. Den beskrevs av John Torrey 1857. Arten har på svenska även kallats hundbär och älvklocka.

## Beskrivning
Feliljan är en rotstocksbildande, flerårig ört som växer på skogsmark. Den blir omkring 30 centimeter hög. Bladen är oskaftade, hjärtformade och ljusgröna, omkring 10 centimeter långa. Blommorna är hängande och klocklika, gräddvita eller grönaktiga, omkring 1 centimeter stora. Blomning sker på våren. Bären är orangeröda.

## Utbredning
Feliljan växer vilt i västra Nordamerika, från British Columbia och Alberta i norr till Kalifornien i söder. En avskild population finns även i Michigan. Arten odlas även som prydnadsväxt.